# Paul Avenel

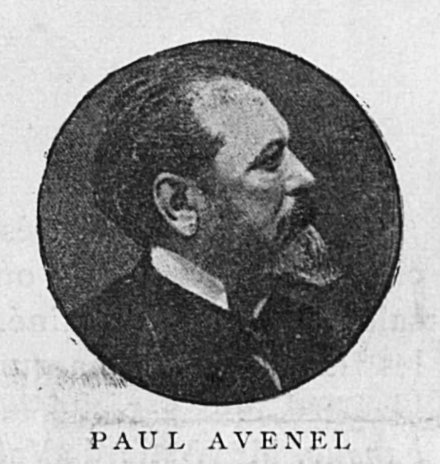
Paul Avenel, 1893

Paul Avenel (* 9. Oktober 1823 in Chaumont-en-Vexin, Département Oise; † 14. April 1902 in Paris) war ein französischer Dichter, Chansonnier und Romanschriftsteller.

## Leben
Paul Avenel war für den Handelsstand bestimmt und besuchte bis 1840 die École supérieure de commerce, studierte aber ab 1845 Medizin und wandte sich nach der Februarrevolution 1848 der literarischen und journalistischen Tätigkeit zu. Auf diesem Gebiet arbeitete er als Mitarbeiter verschiedener Zeitschriften.
Von 1850 bis 1851 gab er die Zeitschrift Le Daguerréotype théâtral heraus. Er verfasste viele Bühnenstücke, insbesondere Vaudevilles, den historischen Roman Le roi de Paris (1860) und mehrere Gedichtbände, u. a. die satirischen Chansons (1869) und Chansons politiques (1870). In seinen Nouvelles chansons politiques (1871) und Chants et chansons politiques (1872), die ebenfalls in satirischer Tendenz gehalten sind, gibt er gleichsam eine gereimte Zeitgeschichte (gesammelt, 8. Aufl. 1889).
1870 nahm er an der Beerdigung von Victor Noir teil und gedachte dem von Pierre Napoleon Bonaparte erschossenen Sozialisten mit dem Lied Les funérailles de Victor Noir.
Sein Bruder Georges Avenel (* 31. Dezember 1828 in Beaumont; † 1. Juli 1876 in Bougival) war Redakteur der Zeitschrift La République française und veröffentlichte u. a. die Werke Anacharsis Cloots, l’orateur du genre humain (2 Bde., 1865) und Lundis révolutionnaires (1875), eine Sammlung von historischen, in der République française erschienenen Artikeln.

## Weitere Werke (Auswahl)
- Le coin du feu, Novellensammlung, 1849
- Alcôve et boudoir, Gedichte, 1855
- Un homme sur le gril, Vaudeville
- Le gendre de M. Caboche, Vaudeville
- Les jarretières d’un huissier, Vaudeville
- La paysanne des Abruzzes, Drama
- Les deux apprentis, Lustspiel
- Les amoureux de Lucette, Lustspiel
- Les tablettes d’un fou ou le voyage entre deux mondes, Roman, 1852
- La société des malins, Roman, 1854
- Les étudiants de Paris, Roman, 1857
- Les calicots, Roman, 1866 (auch dramatisiert)
- Souvenirs de l’invasion, 1873
- L’homme à la fourchette, Bühnenstück, 1874
- Le tour de Moulinet, Bühnenstück, 1874 (mit Musik von Charles Hubans)
- La belle Léna, Bühnenstück, 1875 (mit Musik von Charles Hubans)
- Les martyrs de la chaleur, Bühnenstück
- Les millionnaires pour rire, Bühnenstück
- Une amie dévouée, mœurs parisiennes, Bühnenstück, 1884